# توفيق الأدوية
التوفيق بين الأدوية هو عملية التأكد من أن قائمة الأدوية الخاصة بمريض المستشفى حديثة قدر الإمكان. وعادة ما يقوم به صيدلي، وقد يشمل استشارة عدة مصادر مثل المريض، أو أقاربه أو مقدمي الرعاية له، أو طبيب الرعاية الأولية. في المملكة المتحدة، يتم تقديم إرشادات حول التسوية الطبية من قبل المعهد الوطني للصحة وتفوق الرعاية(NICE) بالتعاون مع الوكالة الوطنية لسلامة المرضى.  وفقا لهذه، ينبغي أن تنفذ في غضون 24 ساعة من دخول المستشفى.

## الأهمية
وقد أظهرت الأبحاث أن هناك، في المتوسط، حوالي 20 ٪ من التناقض بين الأدوية المنصوص عليها في القبول في المستشفى وقائمة الدواء الحقيقية لمريض معين.  توقفت الأدوية المزمنة في حوالي 11 ٪ من المرضى بعد العمليات الجراحية الاختيارية  و 33 ٪ من المرضى بعد الدخول إلى وحدة العناية المركزة.  الإغفالات الأكثر شيوعا هي أجهزة الاستنشاق وتسكين الألم. هناك أيضا أقلية صغيرة من الأخطاء في وصف الأدوية مثل الأنسولين أو الوارفارين، والتي يمكن أن تكون لها عواقب كارثية بما في ذلك وفاة المريض. مساعدة الصيدلي تساعد في توثيق أسباب توقف الدواء  والتفاعلات الدوائية الضائرة يتم التوفيق بينها في المخططات الطبية. تفاعلات دوائية ضائرة تكمن قيمة التوفيق بين الأدوية في ملاحظة هذه الأخطاء وتصحيحها قبل أن تتاح لها فرصة التأثير سلبًا على المريض المعني.